# Пилипенко Володимир Іванович
Володимир Іванович Пилипенко (? — ?) — український радянський діяч, новатор виробництва, машиніст вугільного комбайну шахти № 1-2 «Гірська» тресту «Первомайськвугілля» Ворошиловградської (Луганської) області. Кандидат у члени ЦК КПУ в 1956—1966 роках.

## Біографія
Член КПРС з 1954 року.
У 1950-х — 1960-х роках — машиніст вугільного комбайну шахти № 1-2 «Гірська» тресту «Первомайськвугілля» Ворошиловградської (Луганської) області. Досягнув виробітки 15 тисяч тонн вугілля за місяць при нормі 9 600 тонн. Відомий механізатор вугільної промисловості Донбасу.

## Нагороди
- орден Леніна